# James Wray Williams
James Wray Williams (ur. 8 października 1792, zm. 2 grudnia 1842) – amerykański polityk związany z Partią Demokratyczną.
W latach 1841–1842 był przedstawicielem trzeciego okręgu wyborczego w stanie Maryland w Izbie Reprezentantów Stanów Zjednoczonych.